# Jean-Baptiste Girod
Jean-Baptiste Girod est un homme politique français né le 21 avril 1764 à Thoiry (Ain) et mort le 16 janvier 1848 à Thoiry.

## Biographie
Homme de loi sous l'Ancien Régime, il est député de l'Ain de 1791 à 1792, siégeant avec la majorité. Maire de Thoiry en 1794, il est membre de l'administration du département du Léman en l'an VI, puis commissaire près le tribunal de ce département après le coup d'État du 18 Brumaire. En 1811, il est substitut du procureur général à Lyon.

## Sources
- « Jean-Baptiste Girod », dans Adolphe Robert et Gaston Cougny, Dictionnaire des parlementaires français, Edgar Bourloton, 1889-1891 [détail de l’édition]